# HMS Emerald (D66)
HMS Emerald var en lätt kryssare av Emerald-klass i Royal Navy. Hon byggdes av Armstrong i Newcastle upon Tyne och kölsträcktes den 23 september 1918. Hon sjösattes den 19 maj 1920 och togs i bruk den 14 januari 1926.

## Historia
Efter att ha tagits i tjänst skickades Emerald till Ostindien och återvände slutligen hem den 15 juli 1933. Den 1 mars 1926 befann hon sig i Jeddah och besöktes av kung Ibn Saud. 1927 var hon en del av den brittiska styrkan som intervenerade i Nankingincidenten och hjälpte till att skydda brittiska och andra internationella medborgare och affärsintressen. Efter en ombyggnation i Chatham skickades fartyget återigen till Ostindien den 31 augusti 1934 tills hon ersattes av HMS Liverpool i september 1937. Vid hemkomsten placerades hon i reserv.
Hon togs åter i tjänst i september 1939 och placerades i 12:e kryssarskvadronen för patrullering i norr. När tyska örlogsfartyg dök upp i Atlanten förflyttades hon dock till Halifax i oktober för att eskortera konvojer på väg hemåt, där hon stannade till 1940. Den 24 juni 1940 lämnade Emerald Greenock med 58 miljoner pund i guld och nådde Halifax den 1 juli där guldet överfördes till ett tåg från Canadian National Railway för säker förvaring i Kanada tills hotet om en tysk invasion av England hade försvunnit. Hennes systerfartyg Enterprise skeppade ytterligare 10 miljoner pund under Operation Fish.
År 1941 förflyttades Emerald till Indiska oceanen, där hon eskorterade trupptransportfartyg till Mellanöstern och stod i beredskap i Persiska viken under operationerna i Irak i april 1941. Efter Japans inträde i kriget, i december 1941, anslöt sig Emerald till den Östra flottan som en del av "Fast Group", och i mars 1942 utsågs hon till flaggskepp.
I augusti 1942 återvände fartyget till Portsmouth för en ombyggnad och återgick inte i tjänst förrän i början av april 1943.
Hon återförenades med Östra flottan för att eskortera fartyg och återvände sedan hem igen för invasionen av Normandie, då hon tjänstgjorde med Styrka "K" som understödde Gold Beach. I januari 1945 hade Emerald placerats i reservflottan och 1947 började hon användes som ett målfartyg. Som ett resultat av dessa försök sänktes fartyget i Kames Bay, Rothesay, den 24 oktober och bärgades inte förrän den 9 juni 1948, varefter det dockades, undersöktes och sedan överlämnades till British Iron & Steel Corporation den 23 juni 1948. Hon skrotades vid Arnott Young (Troon, Skottland) dit hon anlände den 5 juli 1948.